# NGC 5432
NGC 5432 је двојна звезда у сазвежђу Девица која се налази на NGC листи објеката дубоког неба.
Деклинација објекта је - 5° 58' 28" а ректасцензија 14h 3m 40,5s. Привидна величина (магнитуда) објекта NGC 5432 износи 14,3.